# Franz von Zedlitz und Leipe
Franz von Zedlitz und Leipe (n. 21 aprilie 1876, Berlin, Imperiul German – d. 29 martie 1944, Brochocin⁠(d), Gmina Trzebnica⁠(d), Voievodatul Silezia Inferioară, Polonia) a fost un trăgător de tir ce a reprezentat Reichul German, medaliat olimpic. A participat la o ediție a Jocurilor Olimpice (1912) în care a câștigat o medalie de bronz.

## Participări
Lista de mai jos prezintă principalele competiții la care a participat Franz von Zedlitz und Leipe de-a lungul carierei.
- shooting at the 1912 Summer Olympics – men's trap, team[*]